# Đường (nước)
Đường (chữ Hán: 唐) là tên một quốc gia bộ lạc từng tồn tại ở Lâm Phần tỉnh Sơn Tây, sau được nhà Chu cải phong ở khu vực nay thuộc huyện Đường Hà tỉnh Hà Nam kéo dài sang một phần của tỉnh Hồ Bắc ngày nay. 

## Thời kỳ vua Nghiêu
Truyền rằng sau khi đế Chí lên ngôi thiên tử thì cải phong em là Y Kỳ Phòng Huân từ đất Đào sang làm vua nước Đường, tuy nhiên đế Chí làm vua chẳng được bao lâu thì sinh ra dâm loạn bỏ bê chính sự chỉ mải mê ham chơi khiến dân tình ca thán trăm họ lầm than. Các bậc hiền thần như: Hậu Tắc, Cao Dao, Tử Tiết, Hy Trọng, Hy Thúc, Hòa Trọng, Hòa Thúc..v..v..đều xa lánh và chạy sang nước Đường với Phòng Huân. Thế rồi "tức nước vỡ bờ" dân chúng không chịu nổi nữa tổ chức bạo động xông thẳng vào kinh thành hạ bệ đế Chí, sau đó được sự thống nhất của các nước chư hầu người ta tôn Phòng Huân làm thiên tử xưng là đế Nghiêu.

## Thời kỳ Hạ Khổng Giáp
Sau khi đế Nghiêu lên ngôi thì nước Đường do con trai là Đan Chu tiếp quản, qua đời Ngu Thuấn và giai đoạn đầu nhà Hạ nước Đường không có sự kiện gì đặc biệt mà chỉ phát triển bình thường. Đến thời vua Khổng Giáp thì vua Đường là Lưu Luy được thiên tử giao nhiệm vụ nuôi rồng lấy dãi, Luy Lưu không hoàn thành nhiệm vụ nên bị thiên tử trách tội sợ quá mà bỏ trốn. 

## Thời kỳ Tây Chu
Sử sách còn khiếm khuyết về tình hình nước Đường từ sau thời Hạ Khổng Giáp đến hết nhà Thương, nhưng đầu thời nhà Chu thì sự hiện diện của nó lại được ghi chép. Bấy giờ nước Đường vào hùa với Tam Giám cùng nước Ân và Từ Câu vương tạo phản, kết quả bị Chu công Đán tiêu diệt, sau đó đất Đường được giao cho Ngu là em thứ ba của Chu Thành vương cai quản. Tuy nhiên, nhà Chu vẫn nhớ đến công đức của Đế Nghiêu khi xưa nên khi nước Đường đổi thành nước Tấn thì cải phong cho hậu duệ Đế Nghiêu, địa bàn nước Đường mới nay thuộc huyện Đường Hà tỉnh Hà Nam kéo dài sang một phần của tỉnh Hồ Bắc ngày nay.

## Thời kỳ Xuân Thu
Năm 597 TCN, Đường Huệ hầu từng gửi quân tham chiến giúp cho Sở Trang vương đánh bại nước Tấn ở Trịnh Châu để giành ngôi bá chủ Trung Nguyên.
Năm 506 TCN, Đường Thành công tham gia trận Bá Cử cùng với nước Ngô và nước Sái đánh bại nước Sở khiến vua Sở phải lưu vong sang Tùy. Năm sau, Sở Chiêu vương phục hưng đất nước đã cử binh sang tấn công nước Đường, chẳng bao lâu đã tiêu diệt và sáp nhập quốc gia này.